# Злетуноая
Злетуноая (рум. Zlătunoaia) — село у повіті Ботошані в Румунії. Входить до складу комуни Лунка.
Село розташоване на відстані 364 км на північ від Бухареста, 27 км на південний схід від Ботошань, 70 км на північний захід від Ясс.

## Населення
За даними перепису населення 2002 року у селі проживали 2179 осіб, з них 2178 осіб (> 99,9%) румунів. Усі жителі села рідною мовою назвали румунську.